# Таты (этноним)
Таты — термин тюркского происхождения, имеющий разные значения на Востоке.

## Происхождение
Впервые термин «тат» встречается в орхонских надписях VIII века, татами названа часть населения Средней Азии. В. Томсен объясняет значение слова как «подданные иностранного происхождения», он предполагает, что речь шла преимущественно об ираноязычном населении, завоеванном тюрками. В XI веке Махмуд Кашгари в своём словаре «Диван лугат ат-турк» даёт определение термину и пишет, что все тюрки называли так ираноязычное население. Также отмечает, что в его время татами стали называть и уйгуров, и китайцев, но такое употребление считает неверным. Понятие «тат» упоминается и в героическом тюркском эпосе «Книга моего деда Коркута» в значении «чужестранца», «иноверца».

## Употребление

### Азербайджан
В Азербайджане проживает целый иранский этнос, который именуется тат. Помимо этого существуют также ираноязычные евреи и армяно-таты в Азербайджане. В Энциклопедическом словаре Брокгауза и Ефрона написано о татах:
«Название Таты, кажется, не есть собственно обозначение известного народа, а является лишь определением его образа жизни и социального положения: на джагатайском наречии тюркского языка слово тат имеет значение подданного, живущего или служащего у вельможи, — и это название тюркские кочевые племена давали всем порабощенным ими народам, ведшим оседлый образ жизни. Таты были выведены в разное время из Персии в подвластные ей некогда закавказские прикаспийские провинции для борьбы с северными народами. Таты исповедуют мусульманскую религию шиитского толка. Язык Татов, иначе называемый фарсидским, есть не что иное как испорченный народный говор новоперсидского языка. Некоторые ученые приписывают образование татского наречия тем туркам, которые по покорении их персами должны были принять веру и язык победителей. Тем же татским языком говорят и горские евреи Дагестана и Бакинской губернии».
В бывшем Шемахинском уезде азербайджанцы, жившие на низменности называли татами и оседлых азербайджанцев, живущих в горах. В Газахе, Гяндже и Карабахе азербайджанцы называли татами персидских подданных, независимо от языка, а также всех жителей южнее реки Кура, но непременно оседлых.

### Иран
В Сефевидской империи на территории Ирана, господствующие тюрки кызылбаши дали наименование «тат» своим подданным персам (помимо этого их называли «таджиками»), означающее «не тюрк» или «не говорящий по-тюркски». Подполковник И. Ф. Бларамберг в своём обозрении в 1841 году передавал:
«Жители Персии разделяются на оседлых (тат или таджик) и кочующих (иляты), как уже выше было сказано; но разделение это ложно во многих местах, потому, что часть номадов обитают в селениях, а другие упражняются в разных ремеслах по городам».
Оседлых называли татами, а также «тахте-капу», означающее, что их двери сделаны из дерева, то есть они живут в домах. Их также называли «дех-нишин», что означает «обитающие в деревне». В настоящее время, как отмечает В. А. Иванова, что во всём Иране татами называют персов, когда нужно отличить их от курдов, тюрков, арабов и других. Среди кашкайцев название «тат» относится к ираноязычному население, окружающему их. У населения ряда районов в северо-западной части Иранского нагорья тат является самоназванием, причём они отдельный от персов народ. На территории области Азербайджан татами называют древние иранские народы, которые живут в зоне Ардебиля за перевалами Талышских гор. Но эти таты ассимилировались шахсевенами. Шахсевены же и сейчас называют сельское оседлое презрительно татами, то есть «покорными слугами, данниками». Азербайджанцы согласно Березину называли татами в целом персов. В простонародном персидском языке термин «тат» означает «человека провинциального, робкого и иногда невежестного».

### Анатолия
В Анатолии слово «тат» имеет этническое значение, связанное с ираноязычным населением. Автор XIII века Джалал ад-Дина Руми писал: «тат ли ты, грек или тюрк — учи язык немых». Языки татча и тюркче (татский и тюркский) также противопоставляются во многих произведениях XIII—XV веков. Так автор первой половины XIV века Масуд ибн Ахмед, переведший «Бустан» Саади на турецкий язык, язык оригинала называет либо татча, либо парса. Масуд также пишет в своём произведении: «если слово полезно и полновесно, то нет никакой разницы, говорит ли тюрк или тат».

### Средняя Азия
Первоначально в Средней Азии хоть и термин «тат» употреблялся к иранцам, оно чаще стало употребляться в более широком значении, обозначающее любое оседлое население. В «Родословной туркмен» Абул Гази XVII века говорится, что во время первых походов огузов на запад «в Ираке, Хорасане и Мавераннахре государи, сипахи и райяты — все были таты. Кроме татов никого не было». В чагатайском языке тат означает «подданных, не живущих в городе, служащих у вельмож», а также «праздношатающийся сброд, из которого набираются волонтеры». Н. Муравьев в своём описании путешествия по Туркмении в начале XIX века татами называл «первобытных обитателей Средней Азии». Во второй половине XIX века А. Д. Гребенкин встречал среди названии таджиков Зарафшанского округа самоназвание тат, которым именовали себя выходцы из Мерва, он отметил, что «язык их персидский, а занятия и тип те же, что и у таджиков. О себе они говорили: мы род тат племени персидского».
В переписи 1926 года в Туркменской ССР было отмечено 7257 человек, которые говорили на «татском языке». В настоящее время туркмены называют татами всё оседлое население правого берега Амударьи, включая Таджикистан. Но ираноязычных жителей Таджикистана они называют «таджик татлары» (таджикские таты). В центральных районах Туркменистана татами обозначают туркменские группы, связанные с местным дотюркским населением и имеют много общего в обычаях, в частности в брачных обрядах, с узбеками и таджиками соседних районов Узбекистана. Туркмены также называют татами и узбеков-хивинцев из-за их оседлой культуры.

### Крым
Термин «тат» встречается и в Крыму. Татов можно увидеть ещё в титуле Крымских ханов. В XV веке татары называли «татским языком» язык готского населения Крыма, отличая таким образом, готское население от греков, язык которых называли «румским». Крымские татары, живущие в степях и подгорных районах называют татами современное население южного берега Крыма, а некоторая группа южных татар прилагает этот термин и к самим себе, как например, татары района между Ускютом и Ай-Серезом. Татами именуют себя и часть греков, которые были выселены из Крыма при Екатерине II в Мариуполь, сохранивших там греческий диалект «айла», в отличие от другой группы, усвоившей татарский язык.